# 脚法

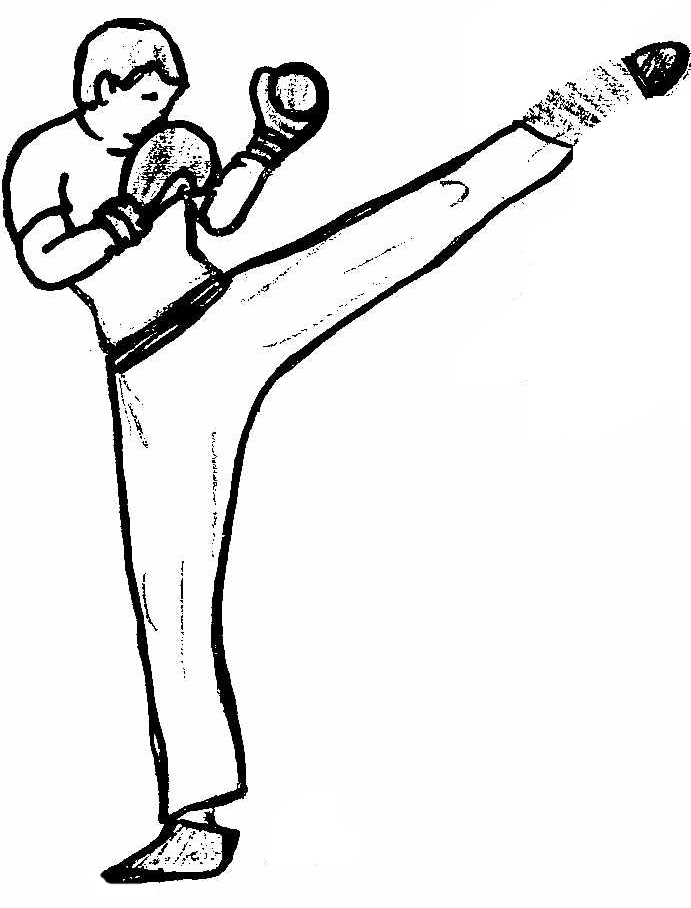
他正在踢「旋踢」。

腳法是指使用腳背、膝蓋等足部部分的攻擊，是一種經常應用於武術中的技巧。此技術經常會於自由搏擊中見到。踢在中國武術、越武道、空手道、跆拳道、泰拳等武術中都擔任著一些重要的角色。其中跆拳道更有大概70%是使用足技的。而有些武術則幾乎不使用踢，例如是柔道和拳擊。雖然踢比以拳頭攻擊慢，但是它的力度卻比用手的大。

## 基本腳法
- 前踢：以腳趾部位作攻擊，在這麼多的踢裡是最簡單及最常見的一種。有很多種的變化，例如是以下壓及疾快的動作兩個形式進行。它通常可以擋住一些膝部的攻擊，然後攻擊對手的部位 [2][3] 。通常它的攻擊目標都是腹部、大腿及膝蓋，但以頭部的部份作為攻擊目標並不常見。進行跆拳道搏擊時，因為它很少涉及到裁判的懷疑犯了技術性犯規，所以前踢在跆拳道裡經常見到。

- 平踢：以腳背部位作攻擊，在這麼多的踢裡也是最簡單及最常見的一種。其踢法類似旋踢。可是在跆拳道搏擊不多見到，因為它不能踢到差不多全部的得分位置。

- 側踢：會以腳刀及腳後跟部份攻擊對手的腹部壓倒對手為主。它亦廣泛利用於許多不同的武術。跆拳道裡是需要壓倒對手至地上方可得分[4]。當小腿蹬出時使用別的腳支撐，在此同時攻擊腳的腳後跟向內旋轉180°，最後將其小腿原路收回。

- 旋踢：攻擊者會以腳背作為攻擊的部份，其主要攻擊位置為頭部及胸部。這種類型的踢廣泛利用於許多不同的武術。旋踢會基於步法、力量等因素衍生出很多不同的變體。在跆拳道的搏擊裡也很常見。其做法是先將腳提高，再把膝蓋支撐腳向內旋轉180°，然後把小腿用力向上彈上方，以腳背攻擊。[5]

- 後踢：跟旋踢差不多。其做法是以臀部及背部朝著目標，並將腳向後推。其衍生的腳法為跳後踢（跆拳道稱為「Jump Back」）。它在跆拳道搏擊中也頗為常見。其衍生的腳法有360°旋踢（360° Turning Kick）。無論是在空手道裡或是跆拳道裡後踢都是一個充滿力量的攻擊。

## 進階腳法
- 勾踢：主要攻擊頭部，在基本的腳法中是最難做的動作，截拳道的練習者經常使用。其做法先是以臀部及背部朝著目標，再將腳向後推，最後是把小腿迅速收起。踢法有點似側踢和後踢。衍生的腳法為跳勾踢（跆拳道稱為「Jump Hook」）[6]。在電影唐山大兄中可以看到李小龍曾使用其腳法，在另一部電影龍爭虎鬥中用它多次擊破對手。

- 剪刀踢：會以一個類似把剪刀的動作攻擊別人的腳法。較普遍的剪刀踢是會用躺下或跳躍所帶來的衝擊使用雙腿綁著對手的腿部、身體或頭部，然後會如名字的描述一樣像一把剪刀攻擊對手。在多種武術中也會出現。

- 飛踢：是一種在騰空中進行腳部攻擊的腳法。要注意的是飛踢並不等同於跳踢，跳踢是沒有助跑的。其做法是先助跑，然後是跳至半空，最後就是進行腿部的攻擊。跟一些正式的腳法比較，飛踢會因為有助跑及跳躍而變得更有衝力。在跆拳道、空手道、武術和泰拳裡也經常因為健康、表演、比賽及自衛而練習它。

- 斧頭腳：（亦稱為「下壓踢；戰斧踢」）先將腳部拉直提起，然後就好像斧頭急速地向下擊落。此動作在跆拳道搏擊中稱為下壓，其他武術中也甚少看見[7]。斧頭腳必須謹慎地用，因為這樣可以很容易地誤傷別人。用以攻擊別人的頭部。

- 多重踢：在跆拳道裡有三種較為突出的多重踢，它們分別是雙重踢（用同一隻腳於同一方向連環踢同一腳法兩次或以上）、連續踢（用同一隻腳於不同的方向或不同的腳法踢兩次或以上）和組合踢（用兩隻腳踢兩次或以上，常見的組合有「下側踢 → 中側踢 → 上側踢」）。

## 踢的應用
踢的用處有很多，較主要的是作為自衛用途及在戰鬥中的應用。李小龍曾評論道腿由於其大小和重量，是一個比手部更強大的武器。許多人都在實際生活中利用踢來自我防衛。踢也在武術中佔有很重的地位，例如以色列搏擊防身術裡已將踢應用於防守及攻擊之中。